# Zygiella
Genre
Synonymes
- Zygia Koch, 1834 nec Fabricius, 1775

Zygiella est un genre d'araignées aranéomorphes de la famille des Araneidae.

## Distribution
Les espèces de ce genre se rencontrent en écozones holarctique et en indomalaise.
Zygiella x-notata a été introduite accidentellement en Amérique du Sud, en Asie de l'Est et à La Réunion. Zygiella atricaa été introduite en Amérique du Nord.

## Description
Le genre Zygiella se distinguent des Araneidae par un abdomen de forme légèrement aplanie et par le motif caractéristique qu'il arbore,.
La rangée des yeux antérieurs est recourbée et la rangée des yeux postérieurs est légèrement courbée vers l'avant en vue de face. Le quadrangle oculaire médian est rectangulaire. Le clypeus est plus petit que la largeur d'un œil antérieur médian. Les chélicères présentent 3 dents promarginales et 3 rétromarginales avec des denticules entre les deux. Le tibia et la patella de la patte I dépassent du corps. Le paracymbium fait partie du cymbium. L'apophyse médiane est complexe. Le bulbe copulateur des mâles présente un radix.
De plus, bien que des Araneidae comme Neoscona subfusca (C. L. Kock, 1837) peuvent présenter ce caractère, chez Zygiella la toile présente souvent un secteur manquant caractéristique,.

## Liste des espèces
Selon World Spider Catalog (version 25.5, 24/01/2025) :
- Zygiella atrica (C. L. Koch, 1845)
- Zygiella calyptrata (Workman & Workman, 1894)
- Zygiella hiramatsui Tanikawa, 2017
- Zygiella keyserlingi (Ausserer, 1871)
- Zygiella kirgisica Bakhvalov, 1974
- Zygiella minima Schmidt, 1968
- Zygiella nearctica Gertsch, 1964
- Zygiella x-notata (Clerck, 1757)

## Systématique et taxinomie
Zygia C. L. Koch, 1834, préoccupé par Zygia Fabricius, 1775 dans les coléoptères, a été remplacé par Zygiella par F. O. Pickard-Cambridge en 1902. Il est placé dans les Tetragnathidae par Levi en 1980, dans les Araneidae par Scharff et Coddington en 1997, dans les Phonognathidae par Kuntner et al. en 2023 puis dans les Araneidae par Hormiga et al. en 2023.
Le genre Zygiella a pour espèce type Aranea calophylla Walckenaer, 1802, désignée par F. O. Pickard-Cambridge en 1902.
Parazygiella, placé en synonymie par Gregorič, Agnarsson, Blackledge et Kuntner en 2015, a été relevé de synonymie par Eskov et Marusik en 2024.

## Publications originales
- F. O. Pickard-Cambridge, 1902 : « A revision of the genera of Araneae or spiders with reference to their type species. » Annals and Magazine of Natural History, sér. 7, vol. 9, p. 5-20 (texte intégral).
- C. L. Koch, 1834 : Arachniden. Deutschlands Insekten, Heft 122-127 (texte intégral).